# Home Moravian Church

Moravian Home Church, Winston-Salem, North Carolina (fotografia z pocztówki sprzed 1907)

Home Moravian Church – świątynia braci morawskich mieszcząca się w Winston-Salem w Karolinie Północnej. Zbór, którego budynek jest świątynią powstał 13 listopada 1771.